# Calesia marginata
Calesia marginata är en fjärilsart som beskrevs av Walker 1873. Calesia marginata ingår i släktet Calesia och familjen nattflyn. Inga underarter finns listade i Catalogue of Life.